# Megachile parietina
Megachile parietina is een vliesvleugelig insect uit de familie Megachilidae. De wetenschappelijke naam van de soort werd als Apis parietina in 1785 gepubliceerd door Geoffroy.